# Missouri (État)
Pour les articles homonymes, voir Missouri.
Le Missouri (en anglais : /mɪˈzɜːri/ ou /mɪˈzɜːrə/) est un État du Midwest des États-Unis, juste à l'ouest du fleuve Mississippi, qui marque sa frontière orientale. Le Missouri est bordé à l'ouest par le Kansas, au nord-ouest par le Nebraska, au nord par l'Iowa, à l'est par l'Illinois, au sud-est par le Kentucky et le Tennessee, au sud par l'Arkansas et au sud-ouest par l'Oklahoma. Il tient son nom de la rivière Missouri (le plus important affluent du Mississippi), qui traverse l'État d'ouest en est.
La capitale de l'État est Jefferson City. Ses deux plus grandes villes sont Kansas City (qui partage son agglomération avec le Kansas) et Saint-Louis (qui partage son agglomération avec l'Illinois). 
En 2023, sa population s'élève à 6 196 156 habitants.

## Étymologie
Le nom de l'État provient de la rivière Missouri. Cet hydronyme a été tiré à son tour du nom de la tribu des Missouris parlant une langue siouane, dont l'ethnonyme en miami-illinois, ouemessourita, signifie « ceux qui ont des canots ». La Confédération des Illinois fut le premier groupe d'Amérindiens rencontré par des Européens dans la région, d'où l'adoption de la désignation illinoise plutôt que missourie.

## Histoire
À l'arrivée des premiers Européens, la région était peuplée par des tribus autochtones, pour la plupart des Algonquins et des Sioux. Elle fut explorée pour la première fois par Louis Jolliet et Jacques Marquette, en 1673, puis incorporée dans le vaste territoire français de la Louisiane. La fondation de Sainte-Geneviève, en 1732, par les Français marqua le début de la colonisation, favorisée par l'exploitation des mines de plomb. À l'issue du traité de Paris de 1763, la Louisiane occidentale (à l'ouest du Mississippi) fut cédée à l'Espagne. En 1764 fut fondé le poste commercial de Saint Louis.
La Louisiane occidentale fut rendue à la France en 1800, puis vendue aux États-Unis en 1803. Le Missouri fut érigé en territoire en 1812, et était bien plus vaste qu’aujourd’hui, puisqu’il incluait toute la partie du territoire de Louisiane qui n’avait pas été érigée en état de la Louisiane à ce moment-là. L'immigration augmenta alors rapidement. En 1816, le premier bateau à vapeur atteignit Saint Louis. Lorsque le Missouri demanda à entrer dans l'Union comme État esclavagiste, il se heurta à l'opposition des États du Nord, partisans de l'abolition de l'esclavage. Ceux-ci refusaient de voir rompre en leur défaveur l'équilibre entre États libres et États esclavagistes. L'admission du Missouri, longtemps retardée, fut finalement acceptée grâce au compromis du Missouri (1820). Le Missouri intégra l'Union comme État esclavagiste le 10 août 1821.
Bien qu'esclavagiste, le Missouri resta fidèle à l'Union pendant la guerre de Sécession. Toutefois, l'État en fut profondément divisé. De nombreuses sympathies envers la Confédération y favorisèrent les guérillas sudistes. L'industrialisation et le commerce se développèrent à partir de la fin du XIXe siècle et surtout au XXe siècle. Kansas City et Saint Louis devinrent d'importants ports fluviaux. La production industrielle, notamment dans le domaine militaire, connut une forte croissance pendant et après la Seconde Guerre mondiale.

## Géographie
D'une superficie de 180 515 km2, le Missouri est peuplé de 6 154 913 habitants (2020).
La capitale du Missouri est Jefferson City.

### Principaux cours d'eau
- Le Mississippi et ses affluents :
  - la rivière White, à l'extrémité sud de l'État ;
  - la rivière Saint Francis, qui forme une partie de la frontière entre le Missouri et l'Arkansas ;
  - le Missouri, qui a donné son nom à l'État, et ses affluents :
    - la rivière Osage, dont le bassin couvre une bonne partie du sud de l'État,
    - la rivière Chariton, au nord-est,
    - la rivière Grand, au nord-ouest.

## Subdivisions administratives

### Comtés
L'État du Missouri est divisé en 114 comtés et une ville indépendante.

### Agglomérations

#### Aires métropolitaines et micropolitaines
Le Bureau de la gestion et du budget a défini neuf aires métropolitaines et dix-neuf aires micropolitaines dans ou en partie dans l'État du Missouri.
| Zone urbaine                          | Population (2010)     | Population (2013)     | Variation (2010-2013) | Rang national (2013) |
| ------------------------------------- | --------------------- | --------------------- | --------------------- | -------------------- |
| St. Louis, MO-IL                      | 2 084 037 (2 787 701) | 2 112 426 (2 810 056) | 1,4 % (0,8 %)         | (19)                 |
| Kansas City, MO-KS                    | 1 188 988 (2 009 342) | 1 206 620 (2 054 473) | 1,5 % (2,3 %)         | (30)                 |
| Springfield, MO                       | 436 712               | 448 744               | 2,8 %                 | 112                  |
| Joplin, MO                            | 175 518               | 175 243               | -0,2 %                | 233                  |
| Columbia, MO                          | 162 642               | 170 773               | 5,0 %                 | 237                  |
| Jefferson City, MO                    | 149 807               | 150 494               | 0,5 %                 | 272                  |
| St. Joseph, MO-KS                     | 119 384 (127 329)     | 119 916 (127 767)     | 0,4 % (0,3 %)         | (307)                |
| Cape Girardeau, MO-IL                 | 88 037 (96 275)       | 89 810 (97 439)       | 2,0 % (1,2 %)         | (357)                |
| Fayetteville-Springdale-Rogers, AR-MO | 23 083 (463 204)      | 22 558 (491 966)      | -2,3 % (6,2 %)        | (106)                |

| Zone urbaine                  | Population (2010) | Population (2013) | Variation (2010-2013) | Rang national (2013) |
| ----------------------------- | ----------------- | ----------------- | --------------------- | -------------------- |
| Branson, MO                   | 83 877            | 84 872            | 1,2 %                 | 57                   |
| Farmington, MO                | 65 359            | 66 215            | 1,3 %                 | 115                  |
| Warrensburg, MO               | 52 595            | 54 572            | 3,8 %                 | 176                  |
| Fort Leonard Wood, MO         | 52 274            | 53 748            | 2,8 %                 | 181                  |
| Rolla, MO                     | 45 156            | 44 807            | -0,8 %                | 264                  |
| Poplar Bluff, MO              | 42 794            | 43 083            | 0,7 %                 | 278                  |
| Sedalia, MO                   | 42 201            | 42 205            | 0,0 %                 | 285                  |
| West Plains, MO               | 40 400            | 40 393            | -0,0 %                | 307                  |
| Sikeston, MO                  | 39 191            | 39 290            | 0,3 %                 | 319                  |
| Hannibal, MO                  | 38 948            | 39 096            | 0,4 %                 | 323                  |
| Lebanon, MO                   | 35 571            | 35 667            | 0,3 %                 | 375                  |
| Kennett, MO                   | 31 953            | 31 712            | -0,8 %                | 417                  |
| Kirksville, MO                | 30 038            | 29 930            | -0,4 %                | 425                  |
| Mexico, MO                    | 25 529            | 25 661            | 0,5 %                 | 466                  |
| Moberly, MO                   | 25 414            | 24 940            | -1,9 %                | 474                  |
| Maryville, MO                 | 23 370            | 23 261            | -0,5 %                | 486                  |
| Marshall, MO                  | 23 370            | 23 252            | -0,5 %                | 487                  |
| Quincy, IL-MO                 | 10 211 (77 314)   | 10 152 (77 282)   | -0,6 % (-0,0 %)       | (76)                 |
| Fort Madison-Keokuk, IA-IL-MO | 7 139 (62 105)    | 6 910 (61 210)    | -3,2 % (-1,4 %)       | (140)                |

En 2010, 85,9 % des Missouriens résidaient dans une zone à caractère urbain, dont 73,9 % dans une aire métropolitaine et 11,9 % dans une aire micropolitaine. Les aires métropolitaines de St. Louis et Kansas City regroupaient respectivement 34,8 % et 19,9 % de la population de l'État.

#### Aires métropolitaines combinées
Le Bureau de la gestion et du budget a également défini sept aires métropolitaines combinées dans ou en partie dans l'État du Missouri.
| Zone urbaine                                 | Population (2010)     | Population (2013)     | Variation (2010-2013) | Rang national (2013) |
| -------------------------------------------- | --------------------- | --------------------- | --------------------- | -------------------- |
| St. Louis-St. Charles-Farmington, MO-IL      | 2 149 396 (2 892 497) | 2 178 641 (2 905 893) | 1,4 % (0,5 %)         | (19)                 |
| Kansas City-Overland Park-Kansas City, MO-KS | 1 360 967 (2 343 008) | 1 381 108 (2 393 623) | 1,5 % (2,2 %)         | (23)                 |
| Springfield-Branson, MO                      | 520 589               | 533 616               | 2,5 %                 | 84                   |
| Columbia-Moberly-Mexico, MO                  | 213 585               | 221 374               | 3,7 %                 | 128                  |
| Joplin-Miami, MO-OK                          | 175 518 (207 366)     | 175 243 (207 488)     | -0,2 % (0,1 %)        | (136)                |
| Cape Girardeau-Sikeston, MO-IL               | 127 228 (135 466)     | 129 100 (136 729)     | 1,5 % (0,9 %)         | (147)                |
| Quincy-Hannibal, IL-MO                       | 49 159 (116 262)      | 49 248 (116 378)      | 0,2 % (0,1 %)         | (157)                |

En 2010, les aires métropolitaines combinées de St. Louis-St. Charles-Farmington et Kansas City-Overland Park-Kansas City regroupaient respectivement 35,9 % et 22,7 % de la population de l'État.

### Municipalités

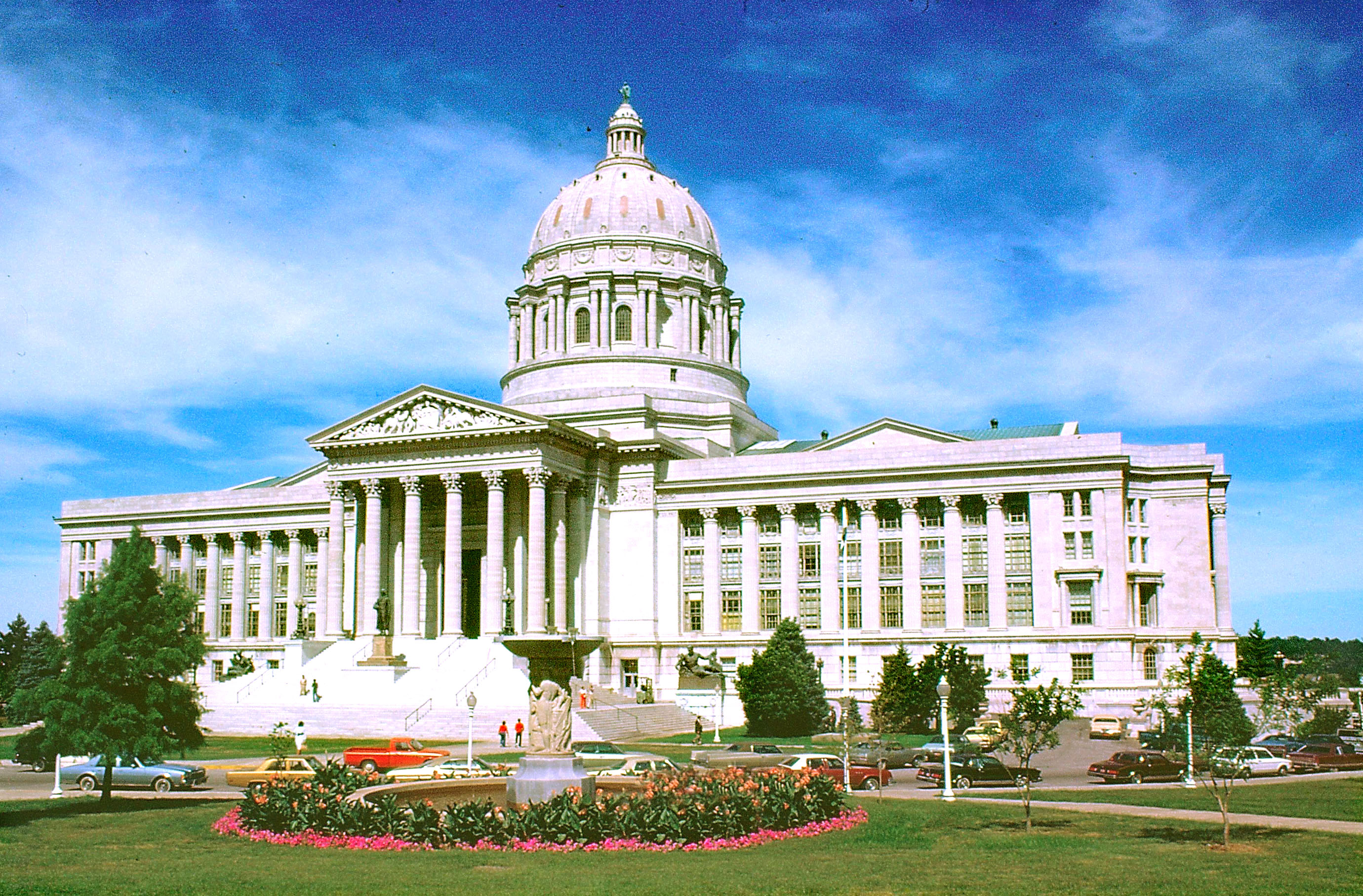
Capitole du Missouri à Jefferson city.

L'État du Missouri compte 954 municipalités, dont 21 de plus de 30 000 habitants.
| Rang | Municipalité    | Comté                       | Population (2010) | Population (2013) | Variation (2010-2013) |
| ---- | --------------- | --------------------------- | ----------------- | ----------------- | --------------------- |
| 1    | Kansas City     | Jackson, Clay, Platte, Cass | 459 787           | 467 007           | 1,6 %                 |
| 2    | St. Louis       | Ville indépendante          | 319 294           | 318 416           | -0,3 %                |
| 3    | Springfield     | Greene, Christian           | 159 498           | 164 122           | 2,9 %                 |
| 4    | Independence    | Jackson                     | 116 830           | 117 240           | 0,4 %                 |
| 5    | Columbia        | Boone                       | 108 500           | 115 276           | 6,3 %                 |
| 6    | Lee's Summit    | Jackson, Cass               | 91 364            | 93 184            | 2,0 %                 |
| 7    | O'Fallon        | St. Charles                 | 79 329            | 82 809            | 4,4 %                 |
| 8    | St. Joseph      | Buchanan                    | 76 780            | 77 147            | 0,5 %                 |
| 9    | St. Charles     | St. Charles                 | 65 794            | 67 569            | 2,7 %                 |
| 10   | St. Peters      | St. Charles                 | 52 575            | 54 842            | 4,3 %                 |
| 11   | Blue Springs    | Jackson                     | 52 575            | 53 294            | 1,4 %                 |
| 12   | Florissant      | St. Louis                   | 52 158            | 52 363            | 0,4 %                 |
| 13   | Joplin          | Jasper, Newton              | 50 150            | 50 789            | 1,3 %                 |
| 14   | Chesterfield    | St. Louis                   | 47 484            | 47 749            | 0,6 %                 |
| 15   | Jefferson City  | Cole, Callaway              | 43 079            | 43 330            | 0,6 %                 |
| 16   | Cap Girardeau   | Cap Girardeau, Scott        | 37 941            | 38 816            | 2,3 %                 |
| 17   | Wildwood        | St. Louis                   | 35 517            | 35 787            | 0,8 %                 |
| 18   | University City | St. Louis                   | 35 371            | 35 148            | -0,6 %                |
| 19   | Wentzville      | St. Charles                 | 29 070            | 32 509            | 11,8 %                |
| 20   | Ballwin         | St. Louis                   | 30 404            | 30 498            | 0,3 %                 |
| 21   | Liberty         | Clay                        | 29 149            | 30 096            | 3,3 %                 |

La municipalité de Kansas City était la 37e municipalité la plus peuplée des États-Unis en 2013.

## Parcs nationaux

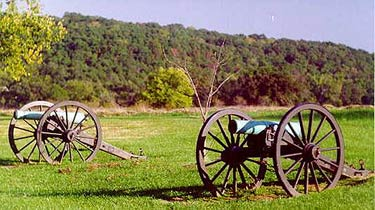
Champs de bataille national de Wilson's Creek.

L'État du Missouri comprend 12 parcs nationaux :
- le sentier historique national de California
- le monument national de George Washington Carver
- le site historique national de Harry S Truman
- le mémorial national de Jefferson
- le sentier historique national de Lewis & Clark
- le sentier national historique Oregon
- les rives nationales de Ozark
- le sentier historique national Pony Express
- le sentier historique national de Santa Fe
- le sentier historique national de Trail Of Tears
- le site historique national de Ulysses S Grant
- le champ de bataille national de Wilson's Creek.

## Démographie

### Population

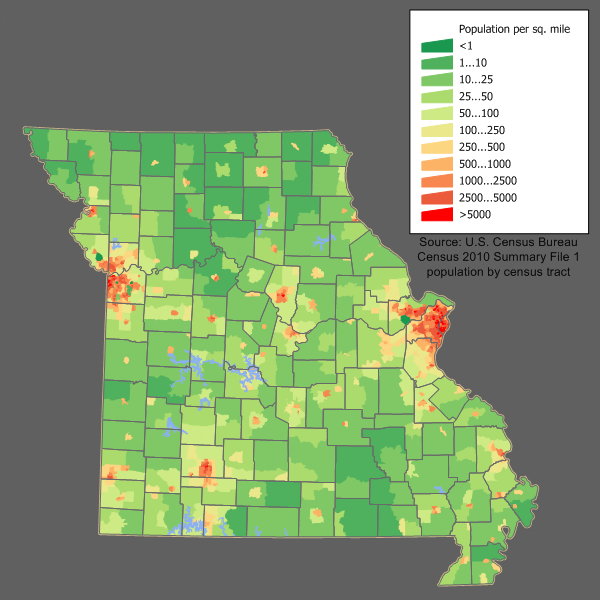
Densités de population en 2010 (en mille carré).

Le Bureau du recensement des États-Unis estime la population de l'État du Missouri à 6 154 913 habitants au 1er avril 2020, soit une hausse de 2,77 % depuis le recensement des États-Unis de 2010 qui tablait la population à 5 988 927 habitants. Depuis 2010, l'État connaît la 39e croissance démographique la plus soutenue des États-Unis.
Avec 6 154 913 habitants en 2020, l'État du Missouri était le 19e État le plus peuplé des États-Unis. Sa population comptait pour 1,85 % de la population du pays. Le centre démographique de l'État était localisé dans le sud du comté de Cole.
Avec 34 hab./km2 en 2020, l'État du Missouri était le 30e État le plus dense des États-Unis.
Le taux d'urbains était de 70,4 % et celui de ruraux de 29,6 %.
En 2010, le taux de natalité s'élevait à 12,8 ‰ (12,5 ‰ en 2012) et le taux de mortalité à 9,2 ‰ (9,3 ‰ en 2012). L'indice de fécondité était de 1,94 enfant par femme (1,89 en 2012). Le taux de mortalité infantile s'élevait à 6,6 ‰ (6,6 ‰ en 2012). La population était composée de 23,80 % de personnes de moins de 18 ans, 9,84 % de personnes entre 18 et 24 ans, 25,45 % de personnes entre 25 et 44 ans, 26,91 % de personnes entre 45 et 64 ans et 14,00 % de personnes de 65 ans et plus. L'âge médian était de 37,9 ans.
Entre 2010 et 2013, l'accroissement de la population (+ 55 248) était le résultat d'une part d'un solde naturel positif (+ 67 751) avec un excédent des naissances (246 651) sur les décès (178 900), et d'autre part d'un solde migratoire négatif (- 11 701) avec un excédent des flux migratoires internationaux (+ 23 960) et un déficit des flux migratoires intérieurs (- 35 661).
Selon des estimations de 2013, 95,5 % des Missouriens étaient nés dans un État fédéré, dont 66,2 % dans l'État du Missouri et 29,3 % dans un autre État (13,9 % dans le Midwest, 8,6 % dans le Sud, 4,7 % dans l'Ouest, 2,1 % dans le Nord-Est), 0,6 % étaient nés dans un territoire non incorporé ou à l'étranger avec au moins un parent américain et 3,9 % étaient nés à l'étranger de parents étrangers (37,6 % en Asie, 30,0 % en Amérique latine, 21,3 % en Europe, 7,3 % en Afrique, 2,6 % en Amérique du Nord, 1,2 % en Océanie). Parmi ces derniers, 37,5 % étaient naturalisés américain et 62,5 % étaient étrangers,.
Selon des estimations de 2016 effectuées par le Pew Hispanic Center, l'État comptait 60 000 immigrés illégaux, soit 1,0 % de la population.

### Composition ethno-raciale et origines ancestrales
Selon le recensement des États-Unis de 2010, la population était composée de 82,80 % de Blancs, 11,58 % de Noirs, 2,08 % de Métis, 1,64 % d'Asiatiques, 0,46 % d'Amérindiens, 0,10 % d'Océaniens et 1,34 % de personnes n'entrant dans aucune de ces catégories.
Les Métis se décomposaient entre ceux revendiquant deux races (1,94 %), principalement blanche et noire (0,65 %) et blanche et amérindienne (0,56 %), et ceux revendiquant trois races ou plus (0,14 %).
Les non-Hispaniques représentaient 96,45 % de la population avec 81,00 % de Blancs, 11,47 % de Noirs, 1,77 % de Métis, 1,62 % d'Asiatiques, 0,40 % d'Amérindiens, 0,10 % d'Océaniens et 0,09 % de personnes n'entrant dans aucune de ces catégories, tandis que les Hispaniques comptaient pour 3,55 % de la population, principalement des personnes originaires du Mexique (2,46 %).
|                                         | 1940  | 1950  | 1960  | 1970  | 1980  | 1990  | 2000  | 2010  |
| --------------------------------------- | ----- | ----- | ----- | ----- | ----- | ----- | ----- | ----- |
| Blancs                                  | 93,51 | 92,44 | 90,81 | 89,33 | 88,38 | 87,67 | 84,86 | 82,80 |
| ———Non hispaniques                      |       |       |       |       | 87,69 | 86,93 | 83,76 | 81,00 |
| Noirs                                   | 6,46  | 7,51  | 9,05  | 10,27 | 10,46 | 10,71 | 11,25 | 11,58 |
| ———Non hispaniques                      |       |       |       |       |       |       | 11,18 | 11,47 |
| Asiatiques (et Océaniens jusqu'en 1990) | 0,02  | 0,04  | 0,07  | 0,18  | 0,47  | 0,81  | 1,10  | 1,64  |
| ———Non hispaniques                      |       |       |       |       |       |       | 1,09  | 1,62  |
| Autres                                  | 0,01  | 0,01  | 0,07  | 0,22  | 0,69  | 0,81  | 2,79  | 3,98  |
| ———Non hispaniques                      |       |       |       |       |       |       | 1,85  | 2,36  |
| Hispaniques (toutes races confondues)   |       |       |       |       | 1,05  | 1,21  | 2,12  | 3,55  |

En 2013, le Bureau du recensement des États-Unis estime la part des non hispaniques à 96,2 %, dont 80,4 % de Blancs, 11,4 % de Noirs, 2,2 % de Métis et 1,7 % d'Asiatiques, et celle des Hispaniques à 3,8 %.
En 2000, les Missouriens s'identifiaient principalement comme étant d'origine allemande (23,5 %), irlandaise (12,7 %), américaine (10,5 %), anglaise (9,5 %), française (3,5 %) et italienne (3,2 %).
L'État abrite la 18e communauté juive des États-Unis. Selon le North American Jewish Data Bank, l'État comptait 59 175 Juifs en 2013 (84 325 en 1971), soit 1,0 % de la population. Ils se concentraient principalement dans les agglomérations de St. Louis (54 000) et de Kansas City (4 000). Ils constituaient une part significative de la population dans le comté de St. Louis (5,0 %).
Les Amérindiens s'identifiaient principalement comme étant Cherokees (29,5 %), Chactas (4,2 %) et Sioux (3,0 %).
Les Hispaniques étaient principalement originaires du Mexique (69,3 %), de Porto Rico (5,8 %) et du Guatemala (3,1 %). Composée à 50,8 % de Blancs, 8,7 % de Métis, 2,9 % de Noirs, 1,6 % d'Amérindiens, 0,4 % d'Asiatiques, 0,2 % d'Océaniens et 35,3 % de personnes n'entrant dans aucune de ces catégories, la population hispanique représentait 14,8 % des Métis, 12,1 % des Amérindiens, 8,0 % des Océaniens, 2,2 % des Blancs, 0,9 % des Noirs, 0,9 % des Asiatiques et 93,3 % des personnes n'entrant dans aucune de ces catégories.
Les Asiatiques s'identifiaient principalement comme étant Indiens (23,7 %), Chinois (22,5 %), Viêts (14,8 %), Philippins (11,1 %), Coréens (9,4 %), Pakistanais (3,3 %) et Japonais (3,2 %).
Les Métis se décomposaient entre ceux revendiquant deux races (93,5 %), principalement blanche et noire (31,3 %), blanche et amérindienne (27,1 %), blanche et asiatique (14,9 %), blanche et autre (8,6 %) et noire et amérindienne (3,7 %), et ceux revendiquant trois races ou plus (6,5 %).

### Langues
| Langue   | 1980    | 1990    | 2000    | 2010    | 2016    |
| -------- | ------- | ------- | ------- | ------- | ------- |
| Anglais  | 96,93 % | 96,95 % | 94,96 % | 94,12 % | 94,05 % |
| Espagnol | 0,81 %  | 1,25 %  | 2,12 %  | 2,65 %  | 2,51 %  |
| Allemand | 0,68 %  | 0,68 %  | 0,59 %  | 0,42 %  | 0,35 %  |
| Autres   | 1,58 %  | 1,82 %  | 2,33 %  | 2,81 %  | 3,09 %  |

À noter la survivance très précaire d’un dialecte français datant de l’installation de Canadiens français aux XVIIe et XVIIIe siècles dans le comté de Sainte-Geneviève, le français du Missouri connu localement sous le nom de Paw Paw French. Faute de transmission générationnelle, son usage est en déclin depuis les années 1980.

## Politique
| Gouvernement du Missouri | Gouvernement du Missouri | Gouvernement du Missouri | Gouvernement du Missouri | Gouvernement du Missouri | Gouvernement du Missouri | Gouvernement du Missouri | Gouvernement du Missouri | Gouvernement du Missouri | Gouvernement du Missouri | Gouvernement du Missouri | Gouvernement du Missouri   | Législature d'État        | Législature d'État | Congrès fédéral           | Congrès fédéral |
| Gouverneur               | Gouverneur               | Lieutenant-gouverneur    | Lieutenant-gouverneur    | Secrétaire d'État        | Secrétaire d'État        | Procureur général        | Procureur général        | Auditeur                 | Auditeur                 | Trésorier                | Trésorier                  | Chambre des représentants | Sénat              | Chambre des représentants | Sénat           |
| ------------------------ | ------------------------ | ------------------------ | ------------------------ | ------------------------ | ------------------------ | ------------------------ | ------------------------ | ------------------------ | ------------------------ | ------------------------ | -------------------------- | ------------------------- | ------------------ | ------------------------- | --------------- |
|                          | Mike Parson (R)          |                          | Mike Kehoe (R)           |                          | Jay Ashcroft (R)         |                          | Eric Schmitt (R)         |                          | Nicole Galloway (en) (D) |                          | Scott Fitzpatrick (en) (R) | D : 47 R : 116            | D : 10 R : 24      | D : 2 R : 6               | R : 2           |

### Un vote présidentiel qui a longtemps été un indicateur de celui du pays
| Année | Républicain         | Démocrate           | Partis tiers      |
| ----- | ------------------- | ------------------- | ----------------- |
| 1900  | 45,94 % (314 092)   | 51,48 % (351 922)   | 2,58 % (17 642)   |
| 1904  | 49,93 % (321 449)   | 46,02 % (296 312)   | 4,05 % (26 100)   |
| 1908  | 48,50 % (347 203)   | 48,41 % (346 574)   | 3,08 % (22 150)   |
| 1912  | 29,75 % (207 821)   | 47,35 % (330 746)   | 22,89 % (159 999) |
| 1916  | 46,94 % (369 339)   | 50,59 % (398 032)   | 2,46 % (19 398)   |
| 1920  | 54,56 % (727 162)   | 43,13 % (574 799)   | 2,32 % (30 839)   |
| 1924  | 49,58 % (648 486)   | 43,79 % (572 753))  | 6,63 % (86 719)   |
| 1928  | 55,58 % (834 080)   | 44,15 % (662 562)   | 0,27 % (4 079)    |
| 1932  | 35,08 % (564 713)   | 63,69 % (1 025 406) | 1,22 % (19 775)   |
| 1936  | 38,16 % (697 891)   | 60,76 % (1 111 043) | 1,08 % (19 701)   |
| 1940  | 47,50 % (871 009)   | 52,27 % (958 476)   | 0,23 % (4 244)    |
| 1944  | 48,43 % (761 524)   | 51,37 % (807 804)   | 0,20 % (3 146)    |
| 1948  | 41,49 % (655 039)   | 58,11 % (917 315)   | 0,39 % (6 274)    |
| 1952  | 50,71 % (959 429)   | 49,14 % (929 830)   | 0,15 % (2 803)    |
| 1956  | 49,89 % (914 289)   | 50,11 % (918 273)   | 0,00 % (aucun)    |
| 1960  | 49,74 % (962 221)   | 50,26 % (972 201)   | 0,00 % (aucun)    |
| 1964  | 35,95 % (653 535)   | 50,92 % (1 164 344) | 0,00 % (aucun)    |
| 1968  | 44,87 % (811 932)   | 43,74 % (791 444)   | 11,39 % (206 126) |
| 1972  | 62,29 % (1 154 058) | 37,71 % (698 531)   | 0,00 % (aucun)    |
| 1976  | 47,47 % (927 443)   | 51,10 % (998 387)   | 1,42 % (27 770)   |
| 1980  | 51,16 % (1 074 181) | 44,35 % (931 182)   | 4,49 % (94 461)   |
| 1984  | 60,02 % (1 274 188) | 39,98 % (848 583)   | 0,00 % (aucun)    |
| 1988  | 51,83 % (1 084 953) | 47,85 % (1 001 619) | 0,32 % (6 656)    |
| 1992  | 33,92 % (811 159)   | 44,07 % (1 053 873) | 22,00 % (526 238) |
| 1996  | 41,24 % (890 016)   | 47,54 % (1 025 935) | 11,22 % (242 114) |
| 2000  | 50,42 % (1 189 924) | 47,08 % (1 111 138) | 2,50 % (58 830)   |
| 2004  | 53,30 % (1 455 713) | 46,10 % (1 259 171) | 0,60 % (16 480)   |
| 2008  | 49,39 % (1 445 814) | 49,25 % (1 441 911) | 1,36 % (39 889)   |
| 2012  | 53,88 % (1 478 959) | 44,36 % (1 215 030) | 1,86 % (50 943)   |
| 2016  | 56,77 % (1 594 511) | 38,14 % (1 071 068) | 5,10 % (143 023)  |

De 1904 à 2004, les électeurs du Missouri ont toujours apporté la majorité de leurs suffrages au vainqueur national de l'élection présidentielle, à l'exception de l'élection de 1956, où ils votent à 50,11 % pour le démocrate Adlai Stevenson contre 49,89 % pour Dwight D. Eisenhower.
Cependant, depuis les années 1990, l'État amorce un virage plus à droite. Ses comtés ruraux, ouvriers et conservateurs, ont basculé du Parti démocrate vers le Parti républicain. Cette évolution s'explique également par une croissance démographique moins importante des bastions démocrates de Kansas City et Saint-Louis au profit des régions républicaines, comme le sud-ouest évangélique de l'État et les banlieues de Saint-Louis.
En 2008, les électeurs du Missouri votent à 49,5 % pour le républicain John McCain et à 49,3 % pour Barack Obama soit 3 632 voix de différence (0,12 %) sur plus de 2,9 millions de bulletins. En 2012, ils votent pour le républicain Mitt Romney.
En 2016, le républicain Donald Trump remporte le Missouri avec 56,4% des votes contre 37,9 % pour la démocrate Hillary Clinton.

### Administration locale: conservateur et politiquement partagé

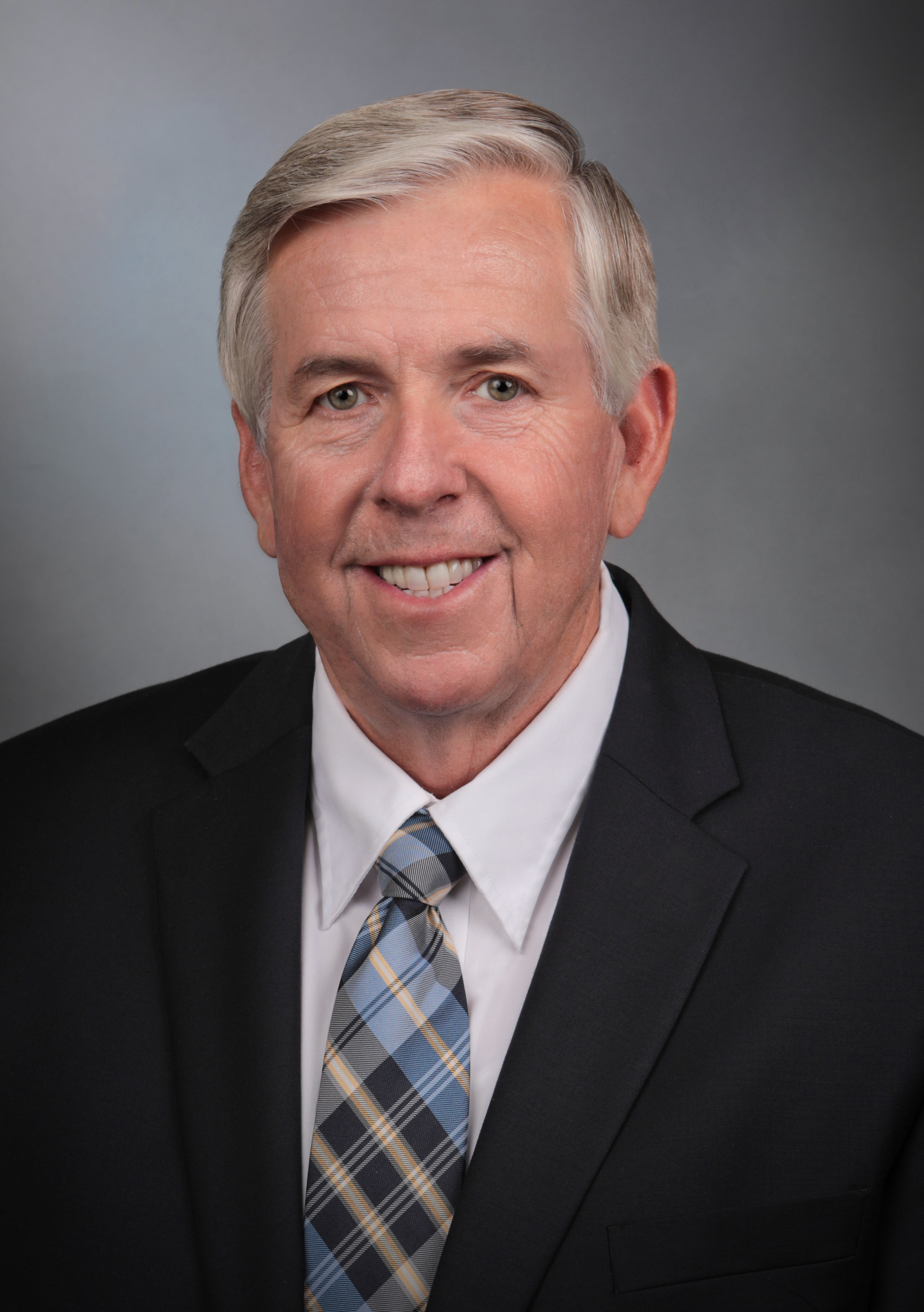
Mike Parson, gouverneur depuis 2018.

Le Missouri est un État partagé entre démocrates et républicains bien qu'il soit globalement très conservateur. L'exécutif de l'État est dominé par les démocrates entre 1875 et 1909 et entre 1945 et 1973.
La constitution actuelle date de 1945.
Depuis 2018, le gouverneur est le républicain Mike Parson, ancien lieutenant-gouverneur qui a succédé à Eric Greitens, élu en 2016 et démissionnaire. Trois des quatre autres postes élus de l'exécutif sont détenus par des républicains, et un seul par une démocrate, par ailleurs seule femme de l'exécutif de l'État.
La législature locale est composée d'une Chambre des représentants de 163 élus contrôlée, lors de la législature 2017-2019, par 121 républicains et d'un Sénat de 34 élus dominé par 24 républicains (contre 9 démocrates).

### Représentation fédérale
Au niveau fédéral, lors du 117e congrès des États-Unis (législature 2021-2023), la délégation du Missouri au Congrès des États-Unis se compose des deux sénateurs républicains Roy Blunt et Josh Hawley, de six représentants républicains et de deux représentants démocrates.
Roy Blunt a la particularité d'être le père de Matt Blunt, ancien gouverneur du Missouri (2005-2009).

## Économie
L'entreprise américaine aéronautique Boeing emploie quelque 15 000 personnes dans l'État du Missouri.

## Culture
Le sobriquet officieux du Missouri est le Show-Me State, par exemple sur les plaques d'immatriculation. L'origine de cette appellation n'est pas connue avec certitude. Certains pensent qu'elle est due à un homme politique du Missouri, le membre du Congrès Willard Duncan Vandiver (en), qui aurait, dans un discours, exprimé son incrédulité en citant d'où il venait et en concluant qu'on « devait le lui montrer » (show me). D'autres sont d'opinion que l'appellation est due à un sarcasme populaire envers des briseurs de grève dans le Missouri, qui n'auraient pas été familiers avec les techniques minières du Colorado : « il vient du Missouri, donc on doit lui montrer [comment on fait] ». Les actuels habitants du Missouri l'interprètent comme reflétant leur vigueur, conservatisme et incrédulité.
L'État possède deux grands musées d'art : le musée d'art Nelson-Atkins à Kansas City et le musée d'Art de Saint-Louis à Saint-Louis.
Une idée de la vie dans les monts Ozarks dans le Missouri est décrite dans Une année à la campagne, de Sue Hubbell.

## Santé
En 2019, le Parlement du Missouri approuve à une large majorité un texte qui interdit d’avorter après huit semaines de grossesse même en cas de viol ou d’inceste. Le gouverneur Mike Parson décide cette même année de ne pas renouveler la licence de la dernière clinique à pratiquer des avortements dans le Missouri.

## Sports
- Cardinals de Saint-Louis (MLB)
- Royals de Kansas City (MLB)
- Chiefs de Kansas City (NFL)
- Saint Louis Blues (NHL)
- Tigers du Missouri (NCAA)
- Sporting de Kansas City (MLS)